# (890) Waltraut
(890) Waltraut est un astéroïde évoluant dans la ceinture principale.

## Description
(890) Waltraut est un astéroïde évoluant dans la ceinture principale, découvert le 11 mars 1918 par l'astronome allemand Max Wolf depuis l'observatoire du Königstuhl (Heidelberg).

## Nom
Il est nommé en référence au personnage de Waltraute du Crépuscule des Dieux, quatrième et dernier volet de la Tétralogie de Richard Wagner (1813-1883).